# Tobias Böckers
Tobias M. Böckers (* 2. August 1964 in Rheda) ist ein deutscher Anatom. Er ist Direktor des Instituts für Anatomie und Zellbiologie der Universität Ulm und Arbeitsgruppenleiter am Deutschen Zentrum für Neurodegenerative Erkrankungen (DZNE) in Ulm.

## Leben
Tobias Böckers studierte von 1983 bis 1990 Medizin an der Westfälische Wilhelms-Universität Münster, in diese Zeit fallen mehrere Studienaufenthalte im Ausland. Es folgte die Zeit als Arzt im Praktikum.
1991 wurde Böckers mit einer Arbeit über die Adenohypophyse promoviert. Nach der Approbation 1992 und einem Studienaufenthalt am Max-Planck-Institut für experimentelle Medizin in Göttingen wurde er wissenschaftlicher Mitarbeiter am Institut für Anatomie der Universität Münster. 1996 wurde Böckers Facharzt für Anatomie. Er habilitierte sich 1998 mit Forschungen zur Hypophyse. Mehrfach war Böckers als Gastwissenschaftler am Leibniz-Institut für Neurobiologie in Magdeburg tätig. Im Mai 2003 wurde er als Nachfolger von Christoph Pilgrim C4-Professor und Ordinarius der Abteilung Anatomie und Zellbiologie der Universität Ulm. Seit 2019 leitet er die Arbeitsgruppe Translationale Proteinbiochemie am Deutschen Zentrum für Neurodegenerative Erkrankungen (DZNE) in Ulm.
Böckers ist verheiratet und Vater von vier Kindern.

## Wissenschaft
Böckers Arbeitsgruppe forscht zur Informationsübertragung an chemischer Synapsen. Schwerpunkt ist hier die postsynaptische Dichte (PSD), die aus einem Netzwerk hunderter Proteine besteht und mit membrangebundenen Rezeptoren, Zelladhäsionsmolekülen und dem Zytoskelett verbunden ist. In der Arbeitsgruppe werden insb. PSD-Proteine der ProSAP/Shank-Familie charakterisiert und in ihrer Funktion auch mit anderen Proteinen untersucht. Molekulare Defekte auf dieser Ebene sind u. a. mit Autismus-Spektrum-Störungen assoziiert. Weiterhin forscht Böckers am DZNE zu Pathomechanismen bei neurodegenerativen Erkrankungen.

## Auszeichnungen
Böckers wurde mehrfach für seine akademische Lehre ausgezeichnet. Im Jahr 2019 wurde er in die Deutsche Akademie der Naturforscher Leopoldina gewählt.

## Veröffentlichungen (Auswahl)
Zeitschriftenbeiträge
- T. M. Boeckers, M. R. Kreutz, C. Winter et al.: Proline-rich synapse-associated protein-1/cortactin binding protein 1 (ProSAP1/CortBP1) is a PDZ-domain protein highly enriched in the postsynaptic density. In: Annals of Anatomy. Band 183, Nummer 2, März 2001, S. 101, doi:10.1016/S0940-9602(01)80024-8, PMID 11325055.
- T. M. Boeckers, J. Bockmann, M. R. Kreutz, E. D. Gundelfinger: ProSAP/Shank proteins - a family of higher order organizing molecules of the postsynaptic density with an emerging role in human neurological disease. In: Journal of neurochemistry. Band 81, Nummer 5, Juni 2002, S. 903–910, doi:10.1046/j.1471-4159.2002.00931.x, PMID 12065602 (Review).
- M. K. Baron, T. M. Boeckers, B. Vaida et al.: An architectural framework that may lie at the core of the postsynaptic density. In: Science. Band 311, Nummer 5760, Januar 2006, S. 531–535, doi:10.1126/science.1118995, PMID 16439662.
- T. M. Boeckers: The postsynaptic density. In: Cell and Tissue Research. Band 326, Nummer 2, November 2006, S. 409–422, doi:10.1007/s00441-006-0274-5, PMID 16865346 (Review).
- C. M. Durand, C. Betancur, T. M. Boeckers et al.: Mutations in the gene encoding the synaptic scaffolding protein SHANK3 are associated with autism spectrum disorders. In: Nature genetics. Band 39, Nummer 1, Januar 2007, S. 25–27, doi:10.1038/ng1933, PMID 17173049, PMC 2082049 (freier Volltext).
- C. S. Leblond, J. Heinrich, R. Delorme, […], T. M. Boeckers, T. Bourgeron: Genetic and functional analyses of SHANK2 mutations suggest a multiple hit model of autism spectrum disorders. In: PLoS genetics. Band 8, Nummer 2, Februar 2012, doi:10.1371/journal.pgen.1002521, PMID 22346768, PMC 3276563 (freier Volltext).
- M. J. Schmeisser, E. Ey, S. Wegener, J. Bockmann, […] T. M. Boeckers: Autistic-like behaviours and hyperactivity in mice lacking ProSAP1/Shank2. In: Nature. Band 486, Nummer 7402, April 2012, S. 256–260, doi:10.1038/nature11015, PMID 22699619.

Monographien
- mit Jens Waschke, Friedrich Paulsen (Hrsg.): Anatomie: Das Lehrbuch. Urban & Fischer, München (2. Auflage 2019, ISBN 978-3-437-44081-6).